# Слюняев, Алексей Викторович
Алексей Викторович Слюняев (род. 28 января 1976) — российский физик-теоретик, специалист в области нелинейной динамики волн, доктор физико-математических наук (2005), профессор РАН (2015), член-корреспондент РАН (с 2025 года). Заведующий сектором нелинейных волновых процессов ИПФ РАН. Автор более 300 научных работ, включая 3 монографии, индекс Хирша — 26 (Web of Science). Лауреат премии имени Л. И. Мандельштама (2018).

## Биография
Родился 28 января 1976 года. Окончил ННГУ им. Н. И. Лобачевского.
В 1999 году отличием окончил Высшую школу общей и прикладной физики Нижегородского государственного университета им. Н. И. Лобачевского по специальности «физика».
В 2002 году защитил диссертацию «Динамика внутренних и поверхностных волн большой амплитуды в океане на степень кандидата физико-математических наук по специальности «Физика атмосферы и гидросферы» и диссертацию “Formation of Giant Waves in the Ocean” на степень доктора философии (PhD) по механике в Средиземноморском университете (Марсель, Франция).
С 2000 года работает в ИПФ РАН, пройдя путь от младшего научного сотрудника до заведующего сектором нелинейных волновых процессов (с 2018 года).

## Научная деятельность
Основные направления исследований:
- Теория волн-убийц (rogue waves):
  - Разработал физико-математические модели возникновения экстремальных морских волн, включая верификацию в лабораторных и численных экспериментах.
  - Доказал структурную устойчивость солитонов огибающей на глубокой воде вплоть до порога обрушения.
- Нелинейная гидродинамика:
  - Создал метод анализа нерегулярных волн, выявляющий долгоживущие солитоноподобные структуры.
  - Разработал теорию сильно нелинейных внутренних волн в стратифицированных жидкостях.
- Прикладные аспекты:
  - Участие в проектах по моделированию океанических процессов и прогнозированию опасных морских явлений.
  - Разработка методов нелинейной диагностики волновых полей.

## Преподавание и научно-организационная работа
- Профессор кафедры фундаментальной математики НИУ ВШЭ (Нижний Новгород), читает курсы по нелинейной динамике и теории волн.
- Член редколлегий журналов «Известия ВУЗов. Радиофизика» и «Physics of Wave Phenomena»

## Награды и звания
- Медаль РАН для молодых учёных (2006)
- Премия имени Л. И. Мандельштама (2018)
- Профессор РАН (2015)

## Публикации
Автор монографий:
- Dynamics of Rogue Waves in the Ocean (Springer, 2018)
- Nonlinear Wave Phenomena in Stratified Fluids (WIT Press, 2020)

Автор более 100 статей в рецензируемых журналах.